# أوسكار دي نيغرير
أوسكار دي نيغرير (2 أكتوبر 1839 - 22 أغسطس 1913) هو كان جنرالًا فرنسياً للجمهورية الثالثة، حصل على الشهرة في الجزائر في حملة جنوب أورانيه (1881) وفي تونكين أثناء الحرب الصينية الفرنسية (أغسطس 1884 - أبريل 1885).